# Жоффруа II (граф Прованса)
Жоффруа II (фр. Geoffroi II de Provence; ум. между 13 февраля 1065 и 1067) — граф Прованса и Форкалькье с 1050/1054, второй сын графа Прованса Фулька Бертрана и Эдьдиарды (Хильдегарды) Эвезы.

## Биография
Впервые Жоффруа II упомянут вместе с отцом и братом Гильомом V Бертраном в акте о дарении аббатству Сен-Виктор в Марселе, датированном 1044 годом.
После смерти отца между 1050 и 1054 годами Жоффруа II вместе с братом Гильомом V Бертраном унаследовали титул графов Прованса, став соправителями дяди - Жоффруа I и кузины - Эммы, вдовы графа Тулузы Гильома III Тайлефера. 
Поскольку основным местопребыванием Жоффруа II и Гильома V Бертрана был замок Форкалькье, их иногда называли с титулом «граф Форкалькье», хотя первой его стала использовать Аделаида, дочь Гильома V Бертрана.
Последний раз Жоффруа III упомянут в акте о дарении аббатству Клюни, датированном 14 февраля 1063 года. Он умер между 13 февраля 1065 года и 1067 годом.

## Брак
Жена: Ирменгарда (ум. после апреля 1077). Детей не было.